# Wellington Daniel Bueno
Wellington Daniel Bueno, né le 24 août 1995, est un footballeur brésilien.

## Biographie
Bueno commence sa carrière professionnelle en 2014 avec le club du Shimizu S-Pulse, club de J1 League. En 2015, il est prêté au Vissel Kobe. En 2016, il est transféré au Kashima Antlers. Avec ce club, il est sacré champion du Japon en 2016. En 2018, il est prêté au Tokushima Vortis, club de J2 League. En 2019, il retourne au Kashima Antlers.